# Inferno (album, Motörhead)
Inferno je sedmnácté studiové album anglické heavymetalové skupiny Motörhead. Vydalo jej dne 22. června 2004 hudební vydavatelství SPV GmbH a jeho producentem byl Cameron Webb, který s kapelou spolupracoval i v pozdějších letech. Autorem obalu alba je dlouholetý spolupracovník skupiny Motörhead Joe Petagno. Vedle členů skupiny se na albu podílel například kytarista Steve Vai. Album obsahuje také akustickou píseň „Whorehouse Blues“, ve které hraje bubeník Mikkey Dee na akustickou kytaru.

## Seznam skladeb
Autory všech skladeb jsou Phil Campbell, Mikkey Dee a Lemmy.
| Pořadí | Název                   | Délka |
| ------ | ----------------------- | ----- |
| 1.     | Terminal Show           | 3:45  |
| 2.     | Killers                 | 4:14  |
| 3.     | In the Name of Tragedy  | 3:03  |
| 4.     | Suicide                 | 5:07  |
| 5.     | Life's a Bitch          | 4:13  |
| 6.     | Down on Me              | 4:12  |
| 7.     | In the Black            | 4:31  |
| 8.     | Fight                   | 3:42  |
| 9.     | In the Year of the Wolf | 4:17  |
| 10.    | Keys to the Kingdom     | 4:46  |
| 11.    | Smiling Like a Killer   | 2:44  |
| 12.    | Whorehouse Blues        | 3:53  |

## Obsazení
Motörhead
- Lemmy – zpěv, baskytara, harmonika
- Phil Campbell – kytara
- Mikkey Dee – bicí, kytara

Ostatní hudebníci
- Steve Vai – kytara
- Curtis Mathewson – smyčce